# Faunus

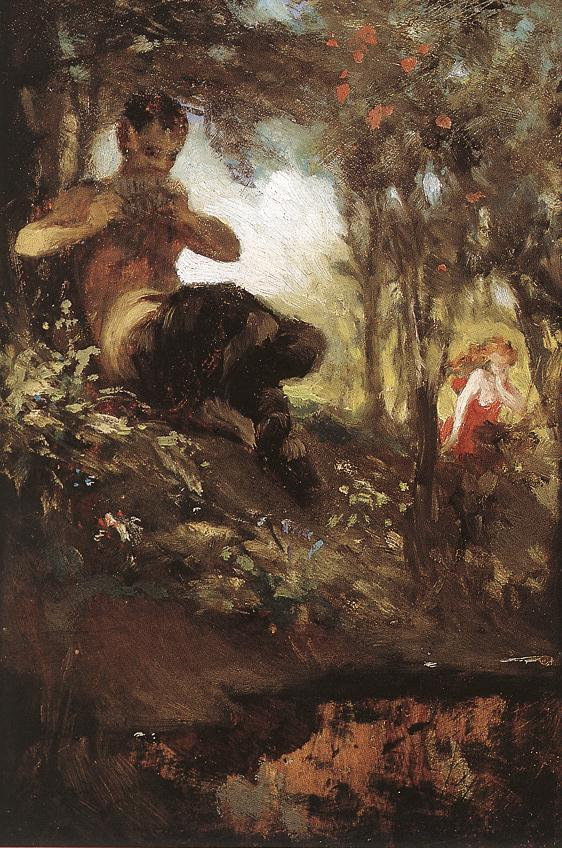
Faun, målad av den ungerske målaren Pál Szinyei Merse

Faunus, som egentligen betyder den välvillige, hulde guden, var en fornitalisk skogs- och fruktbarhetsgud som i den romerska mytologin identifierades med den grekiske skogsguden Pan. Enligt folktron var han en god ande för skog och mark, vilken befordrade jordens fruktbarhet samt skänkte fruktsamhet åt djur och människor, men med tiden blev han alltmer en skogsgud. Skogens ljud sågs som hans röst. Han var son till Picus och avbildades som en satyr som till hälften var get och till hälften människa. Vid sidan av Faunus omtalas den kvinnliga gudomen Fauna (Bona Dea). 
Faunus mångfaldigades och faunerna motsvarade då naturväsen som liknar satyrer från grekiska mytologin. Satyrerna, från början skogsväsen, ingick i den grekiska guden Dionysos orgiastiska följe. Fauner är lika satyrer till utseendet, men satyrer hade ursprungligen människofötter medan fauner har klövar. Fauner beskrivs med en mans överkropp och en getabocks ben, svans, klövar och horn. De är skogens väsen, en platsens beskyddare, platsens genius, ande, och väldigt måna om skogens andra varelser.
Begreppet fauna i uttryckssättet flora och fauna kommer härifrån. Det avser inte den kvinnliga gudomen Fauna utan är en pluralform av Faunus och betecknar alla djurarter.

## I litteraturen
Den franske symbolistpoeten Stéphane Mallarmé gjorde bruk av denna mytologiska figur i sin berömda dikt En fauns eftermiddag (1865-76). Dikten inspirerade så småningom Claude Debussy till verket Prélude à l'après-midi d'un faune (1894). Den polsk-ryske dansaren och koreografen Wacław Niżyński utgick i sin tur från den traditionella diktens skeende och Debussys kända musik när han gjorde sin danshistoriskt modernistiska En fauns eftermiddag (1912).
Herr Tumnus i Häxan och lejonet är en faun, han är en av de centrala figurerna i C.S. Lewis bok utgiven 1950.